# Зеленогорский парк культуры и отдыха
Зеленого́рский парк культу́ры и о́тдыха (Зеленогорский ПКиО) — основной и самый крупный парк в городе Зеленогорске Курортного района Санкт-Петербурга. Расположен между Приморским шоссе, Пляжевой улицей, Золотым пляжем Финского залива и Театральной улицей.
Зеленогорский парк культуры и отдыха был создан не позднее 1954 года. Он занял 27 гектаров между центром Зеленогорска и Финским заливом. В 1954 году было построено деревянное здание Летнего кинотеатра (Приморское шоссе, 536, литера У). Его проект создал ленинградский архитектор В. Д. Кирхоглани. В последнее время он стоял заброшенным, а дирекция парка планировала его снести для строительства на его месте киноконцертного комплекса. 21 сентября 2014 года здание сгорело в результате поджога. Восстанавливать его не планируется, и в 2016 году на его месте планируется провести благоустройство.
В состав парка вошли три улицы: Малинная, Гаванная и Театральный переулок. Все они сейчас сохраняют официальные названия, но представляют собой закрытые для проезда аллеи парка.

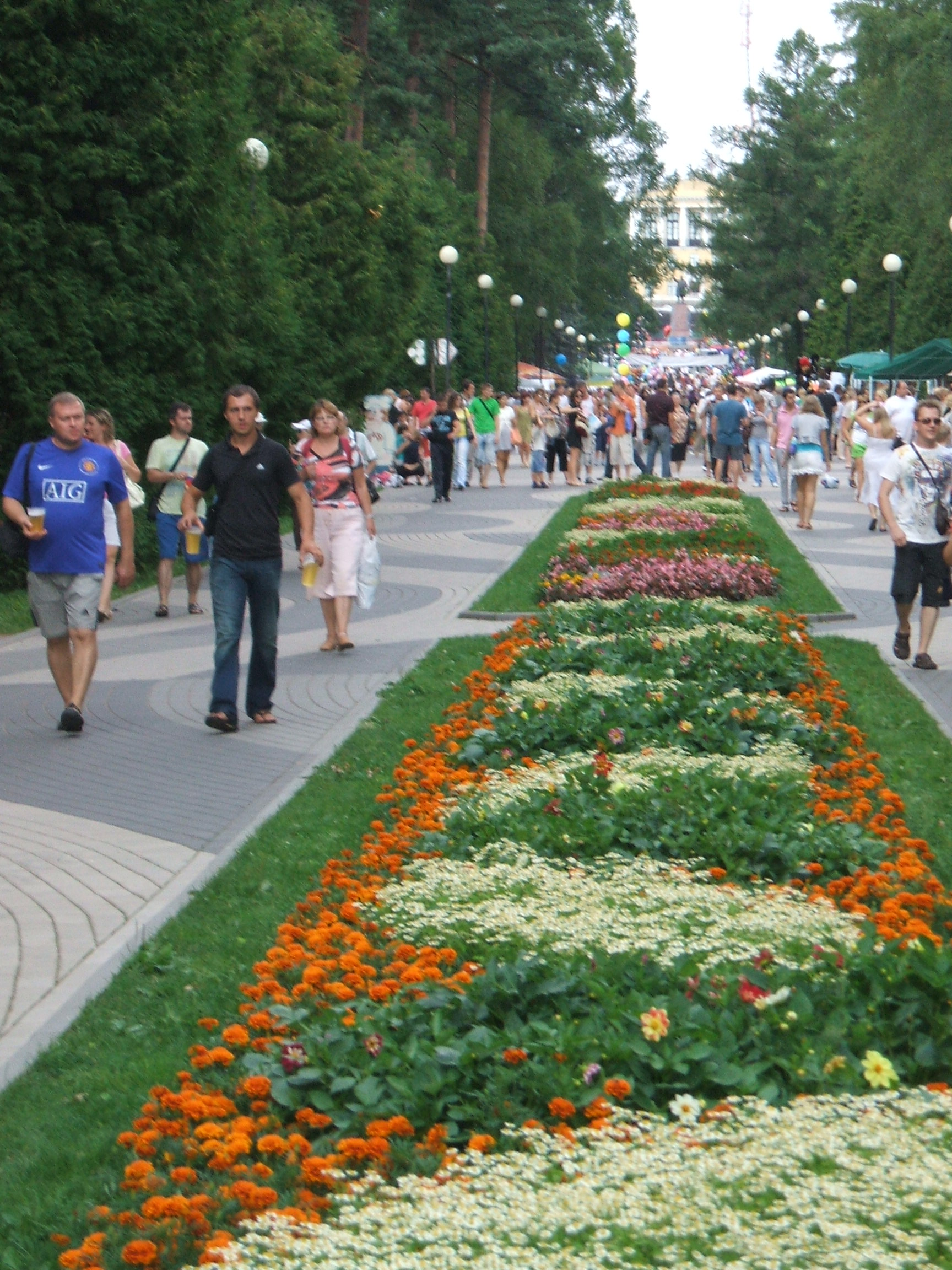

Центральная аллея парка, ведущая от перекрёстка Приморского шоссе и проспекта Ленина к Финскому заливу, представляет собой единственную в Зеленогорске пешеходную зону. Она имеет мощение и несколько скульптур. 26 июля 2008 года в её начале был открыт памятник уроженцу Зеленогорска народному артисту СССР Г. М. Вицину (скульптор Ю. Д. Кряквин).
В настоящее время парк не является зелёной зоной общего пользования. Он находится в оперативном управлении СПбГБУК «Зеленогорский парк культуры и отдыха» (собственник — Санкт-Петербург). В 2010 году территория парка была разделена на четыре земельных участка с видом разрешенного использования «для рекреационных целей». В их состав вошли Малинная, Гаванная улицы и Театральный переулок, но не попала центральная аллея.
Вдоль Малинной улицы расположены несколько дач, которые можно взять в аренду. Вдоль Гаванной улицы — аттракционы, в том числе колесо обозрения, а также музей ретроавтомобилей (536, литера АА). В юго-восточной части парка находится парк-отель (536, литера И) и парковка. В северо-восточной — мини-зоопарк и аэротруба.
После 2017 года на Малинной улице на месте эстрады и танцплощадки перед ней планируется построить киноконцертный комплекс. Это будет прямоугольное в плане здание с внутренним двором.

## Галерея

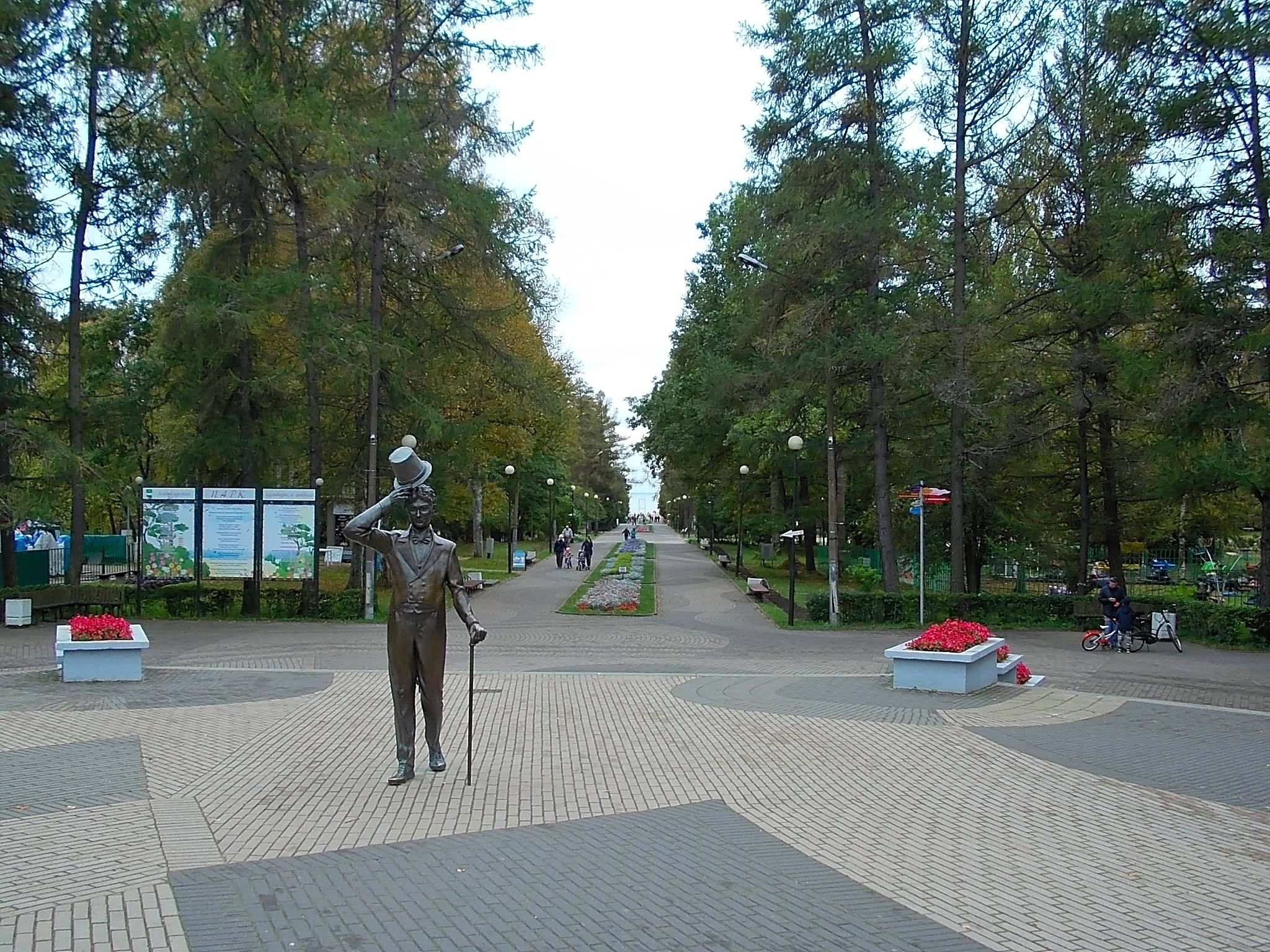
Памятник Вицину у главной аллеи парка
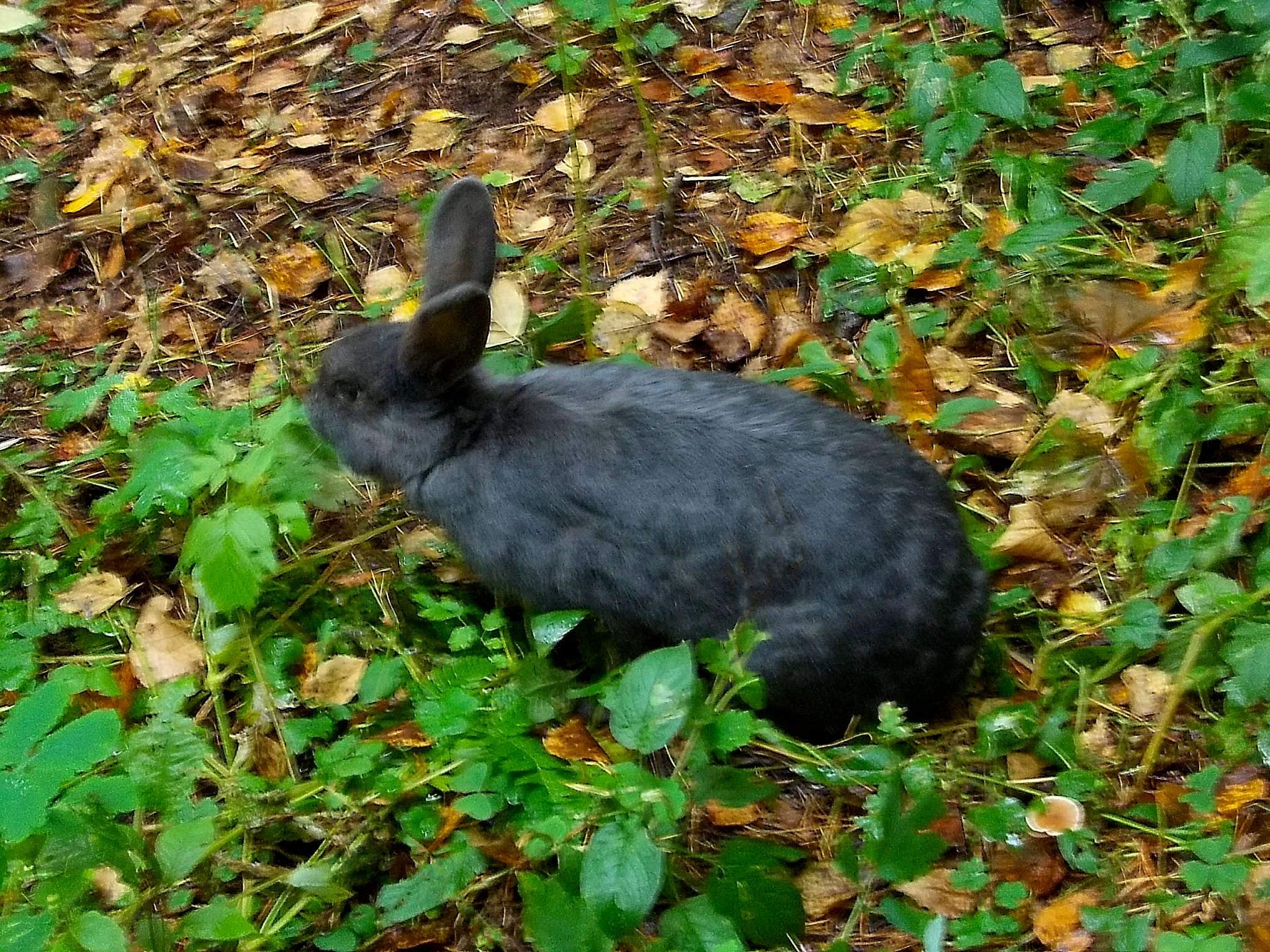
Кролик из мини-зоопарка
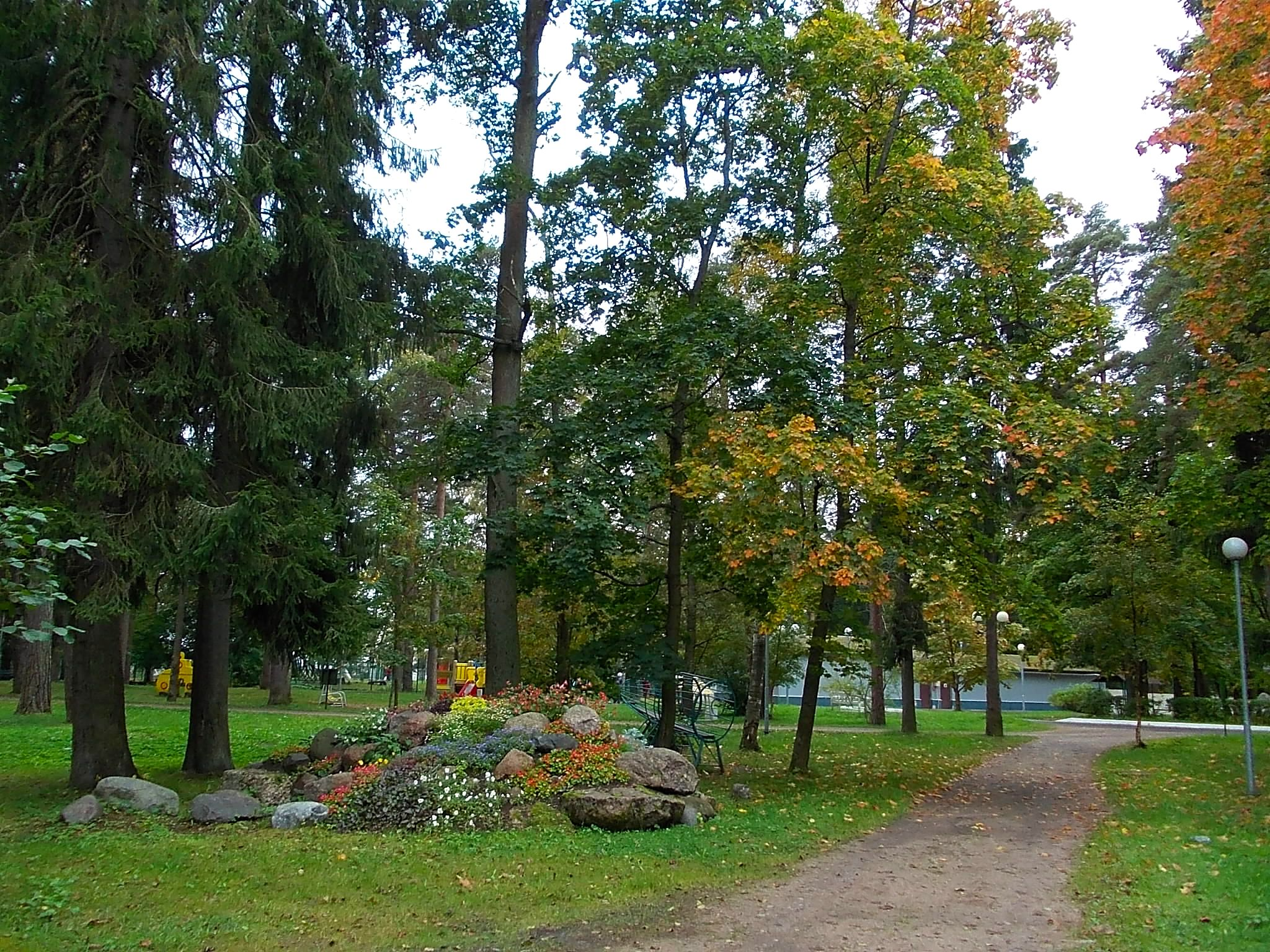
Осенью в парке
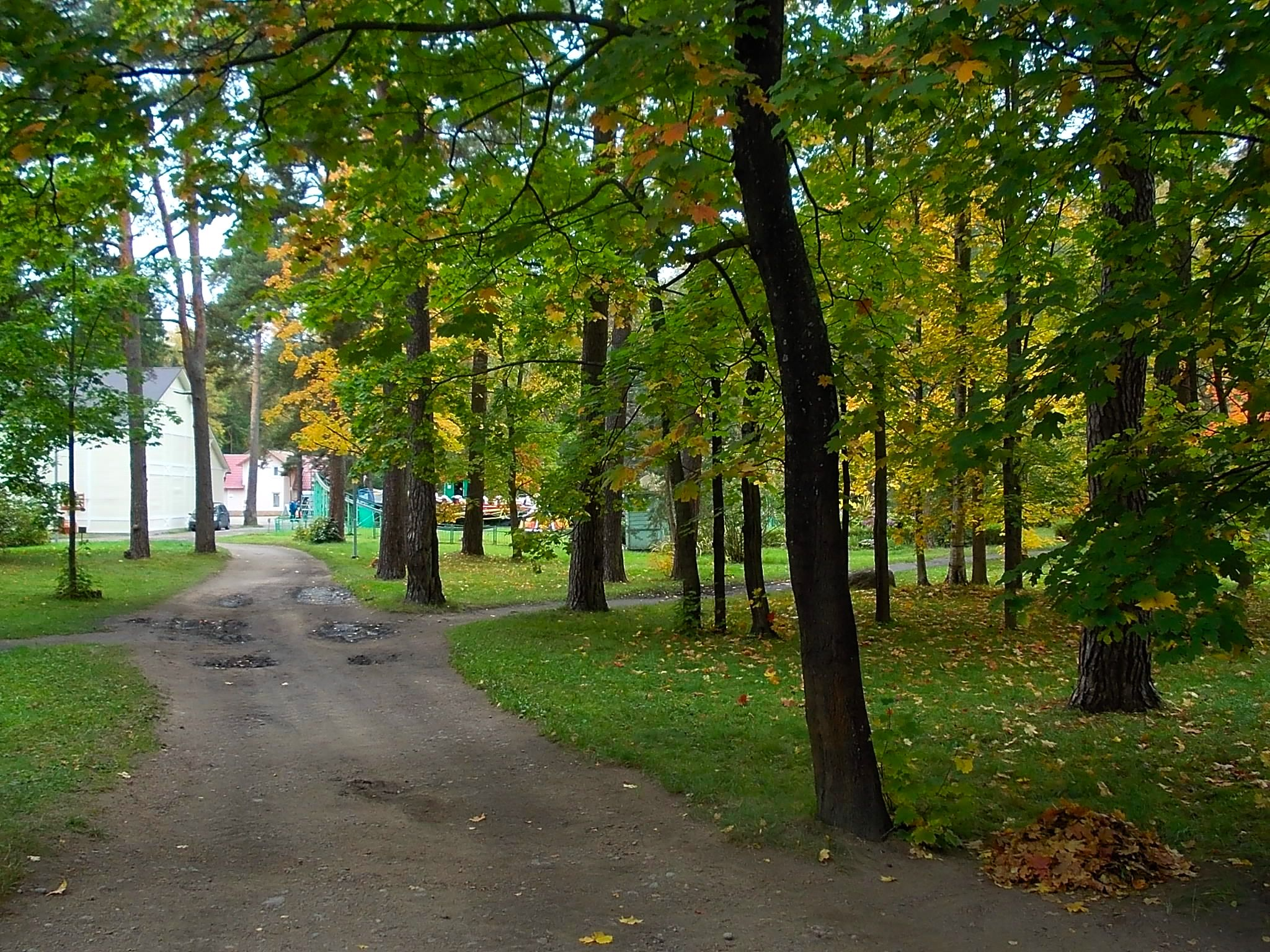
Аллея среди клёнов
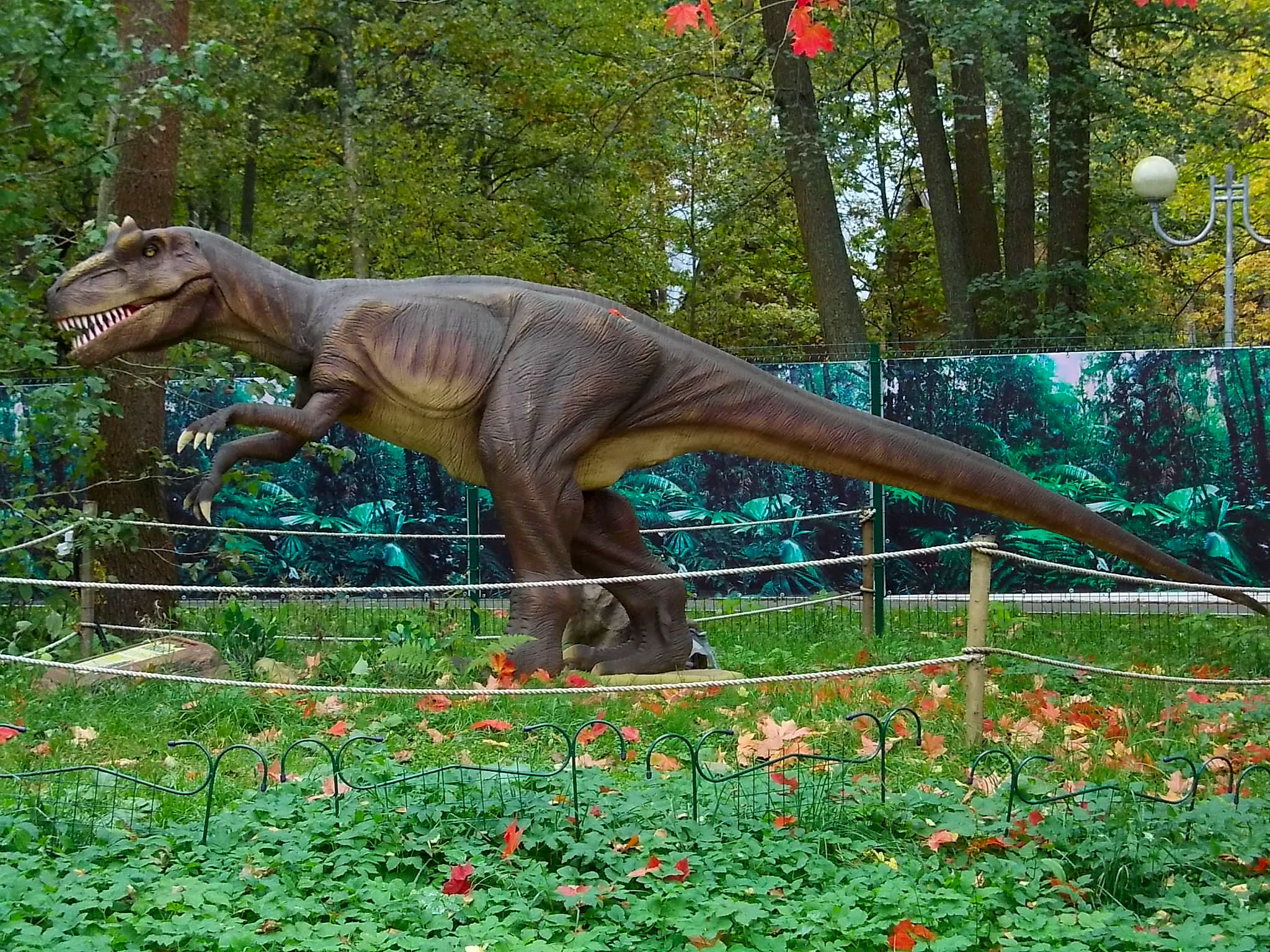
Динозавр из мини-парка
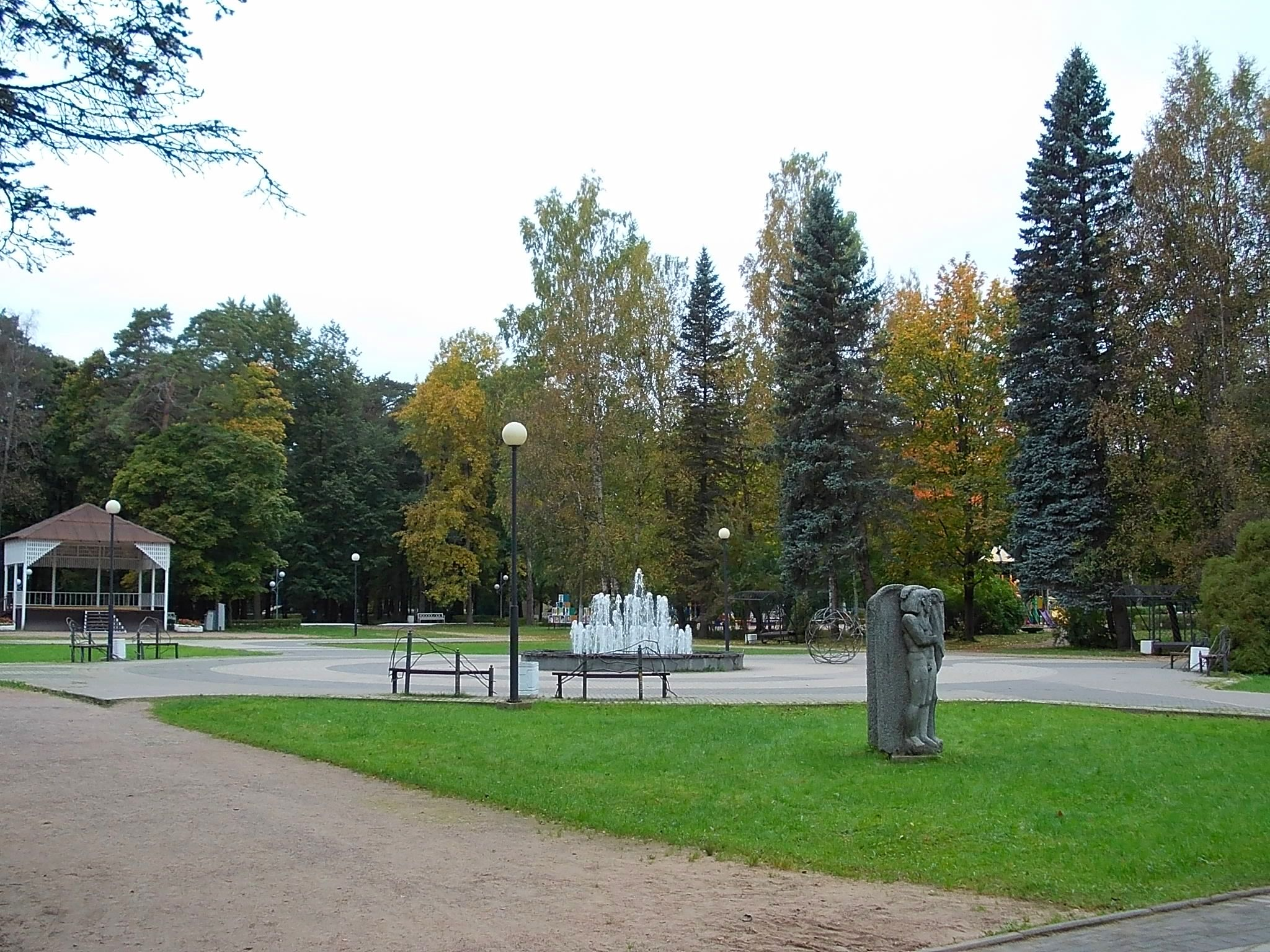
Центральная площадь парка
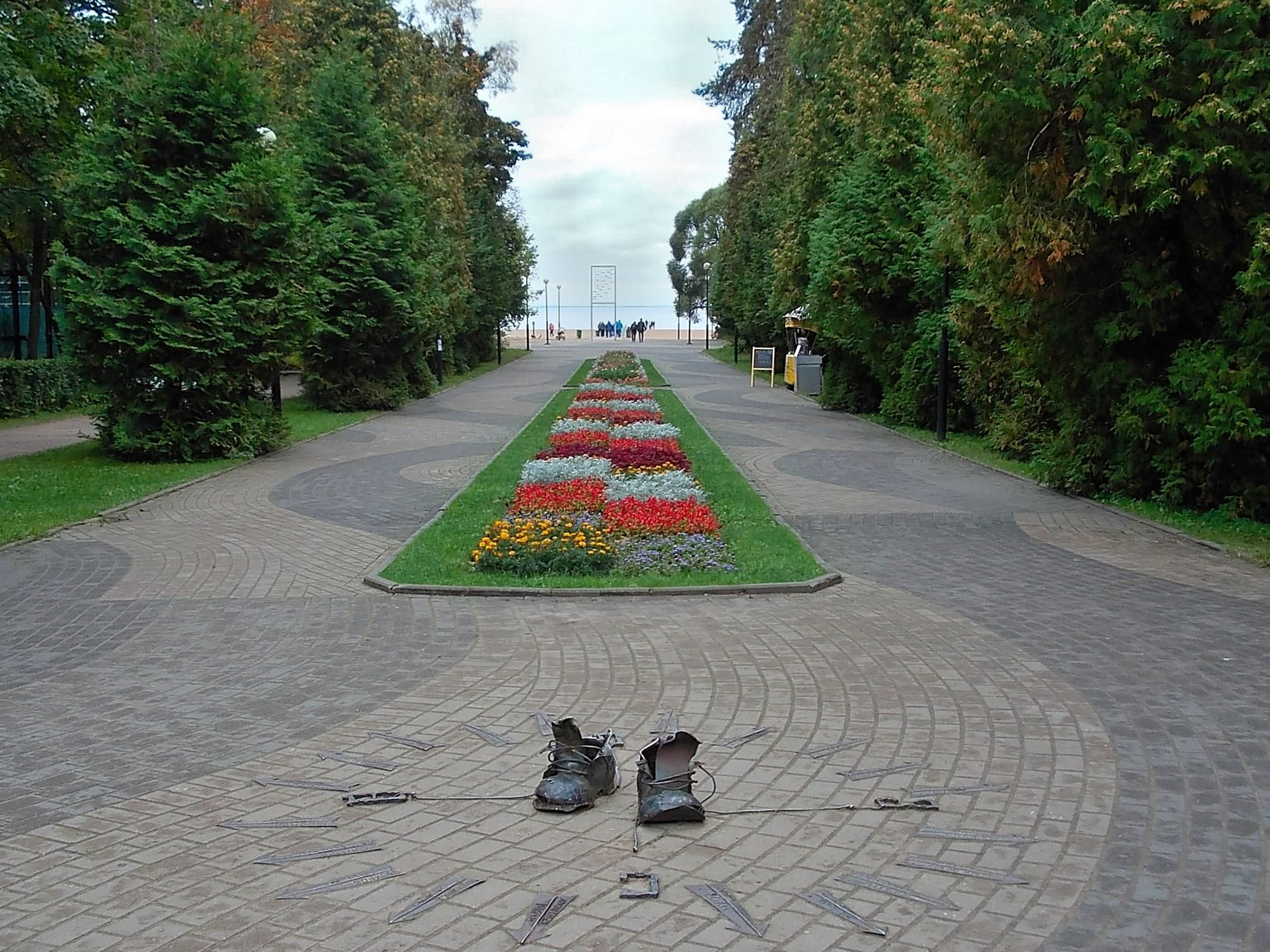
Стоптанные башмаки
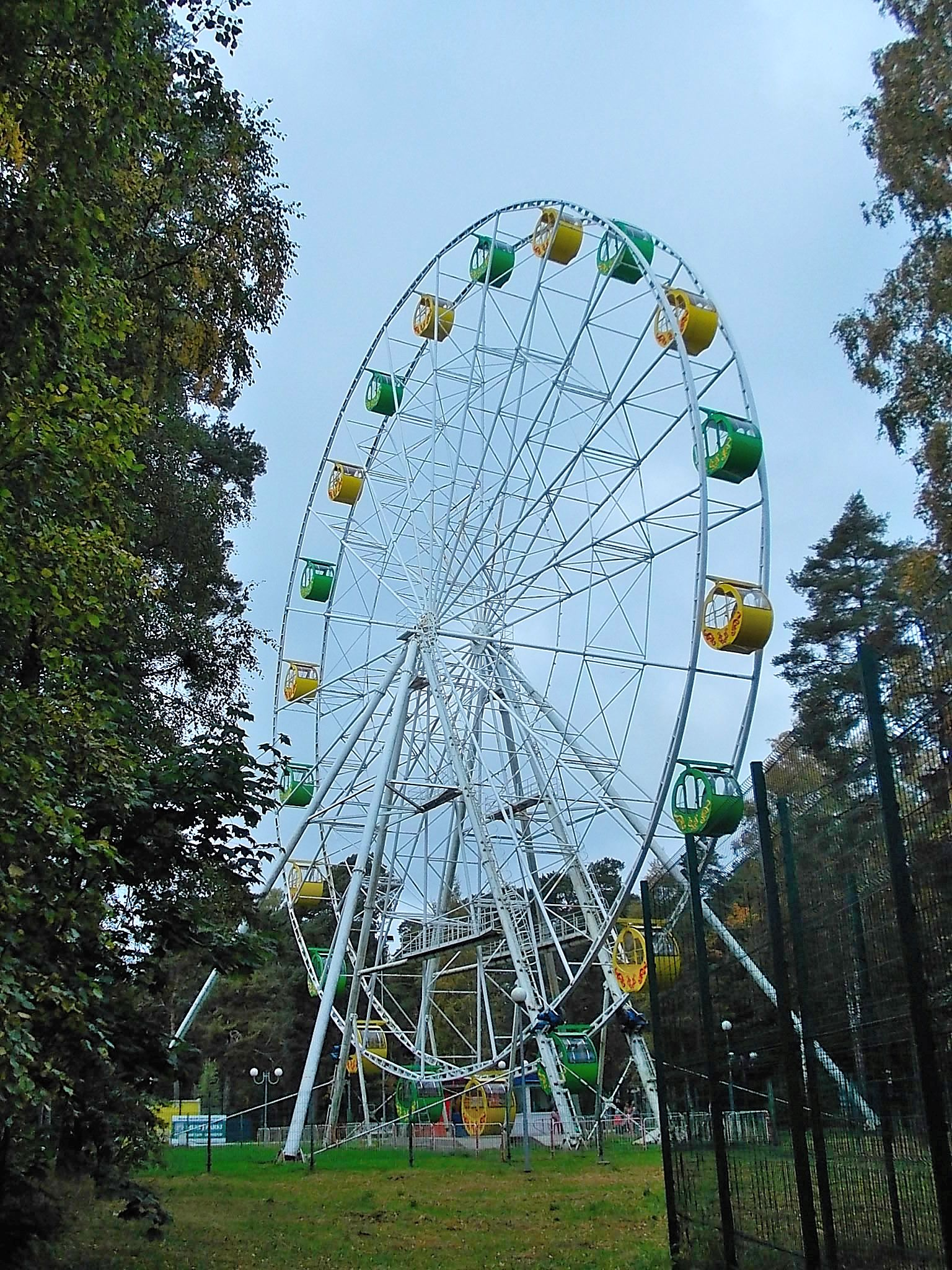
Колесо обозрение в парке